# تیچول
تیچول (به انگلیسی: Titchwell) یک روستا و محله مدنی در بریتانیا است که در کینگز لین و نورفک غربی واقع شده‌است. تیچول ۶٫۴۶ کیلومتر مربع مساحت دارد.